# 中津秀之
中津 秀之（なかつ ひでゆき、1962年-）は、日本のランドスケープ・アーキテクトである。 こども環境研究家。 有限会社サイトワークス・ランドスケープ研究所主宰。 一般社団法人TOKYO PLAY理事。 関東学院大学／建築・環境学部准教授。
こどもの遊び環境を研究する一方、集合住宅や保育施設等の外部空間を設計している。大学の研究室では、こども環境の視点によるまちづくり活動を実施している。

## 略歴
1981年 兵庫県立芦屋高等学校卒業。1985年 - 帯広畜産大学畜産学部農業工学科卒業（開発土木学研究室）。
1987年 筑波大学大学院環境科学研究科都市環境計画専攻修士課程修了（都市緑地学研究室）。
1994年 ハーバード大学デザイン大学院ランドスケープ学科を修了。
2000年 帰国後、建設会社設計部勤務の後、に有限会社サイトワークスを設立。
2000年 - 関東学院大学専任講師。2004年 - 同助教授。2006年 - 同准教授。
一般社団法人TOKYO PLAY - 理事。一般財団法人よこはまクリエイティブ財団 - 理事。
プレイグラウンド・セーフティ・ネットワーク［PSN］ - 副代表。

## 受賞歴
- 1989年 - 第16回造園デザインコンクール／奨励賞
- 1996年 - 麻布大学キャンパス・マスタープラン指名提案設計競技／最優秀賞
- 1999年 - 第14回公共の色彩賞／板橋区「レンガパーク（加賀1丁目みどり橋緑地）」
- 2002年 - 日本造園学会、造園作品選集2002掲載、「麻布大学獣医臨床センター」
- 2002年 - 日本造園学会、造園作品選集2002掲載、「麻布大学キャンパスマスタープラン」
- 2013年 - 第57回神奈川建築コンクール「優秀賞（一般建築部門）」、黄金町「まち桟敷」
- 2013年 - 日本建築学会関東支部神奈川支所長賞、黄金町「まち桟敷」
- 2014年 - SDレビュー2014入選、石巻市雄勝「桑浜小再生プロジェクト」。
- 2014年 - 中国建築学会（中華人民共和国）、入選、中国寧波市「寧波国際金融服務中心北区」東部新城
- 2015年 - グッドデザイン賞、練馬区「天然温泉 久松湯」
- 2015年 - 日本建築学会、作品選集2015掲載、「京浜急行電鉄黄金町高架下新スタジオ+かいだん広場」
- 2018年 - 千代田区、『街づくり功労表彰』
- 2019年 - グッドデザイン賞、「ザ・パークハウス あざみ野一丁目」
- 2019年 - グッドデザイン賞、「九曜舎」
- 2020年 - 日本造園学会、ランドスケープ作品選集2020掲載、「芦花の丘かたるぱ保育園ランドスケープ計画」
- 2020年 - 日本造園学会、ランドスケープ作品選集2020掲載、「あざみ野の庭」
- 2021年 - グッドデザイン賞、「デュオヒルズつくばセンチュリー/つくば市竹園西広場公園」
- 2022年 - 日本造園学会、ランドスケープ作品選集2022掲載、「つくば市竹園１丁目都市再生ランドスケープ」

## 社会貢献
- 横浜市立瀬ヶ崎小学校学校運営委員 (2021-)
- 三浦市緑の審議会委員長 (2018-)
- 三浦市都市計画審議会委員 (2018-)
- 横浜市立並木第四小学校学校運営委員 (2018-)
- 三浦市景観審議会副委員長 (2015-)
- 千代田区景観まちづくり審議会委員 (2013-)
- 横須賀市特定建築等行為紛争調整委員会委員 (2013-)
- 横浜市ブルーカーボン検討委員会委員 (2011-2015)
- 千代田区景観アドバイザー (2010-)
- 逗子市「第一運動公園再整備基本計画策定及び基本設計業務」公募型プロポーザルコンペ審査委員 (2010)
- 逗子市環境審議会委員 (2009-)
- 横浜市都市美対策審議会委員 (2009-2019)
- 港区児童遊園等のあり方検討委員会委員 (2009-2011)
- 鎌倉市鎌倉市立御成小学校学校評議員 (2008-2015)
- 品川区「子ども達による公園づくりワークショップ」学術指導委員 (2008-2009)
- 目黒区都市整備公社評議員 (1998-2000)

## 学術活動
- 社団法人日本建築学会「子どものまち・いえワークショップ提案コンペ」審査員 (2013-)
- 公益社団法人こども環境学会評議員 (2011-)
- 日本学術会議「子どもの成育環境分科会」政策検討小委員会委員 (2009-2011)
- 日本学術会議「子どもの成育環境分科会」調査小委員会委員 (2007-2009)
- 公益社団法人こども環境学会理事、学会誌編集部会長 (2004-2010)